# Die große Liebe
Die große Liebe is een Oostenrijkse dramafilm uit 1931 onder regie van Otto Preminger.

## Verhaal
De voormalige krijgsgevangene Franz keert na tien jaar terug naar huis. Een oude vrouw herkent in hem haar zoon, die na de Eerste Wereldoorlog is teruggekeerd. Franz speelt het spelletje mee.

## Rolverdeling
| Acteur               | Personage                 |
| -------------------- | ------------------------- |
| Hansi Niese          | Frieda                    |
| Attila Hörbiger      | Franz                     |
| Betty Bird           | Anny Huber                |
| Hugo Thimig          | Politiecommissaris        |
| Ferdinand Mayerhofer | Huber                     |
| Maria Waldner        | Amalia                    |
| Hans Olden           | Dr. Theobald Steinlechner |
| Adrienne Gessner     | Rosa                      |
| Franz Engel          | Fritz Eckstein            |
| Georg Dénes          | Fery                      |
| Carl Goetz           | Landloper                 |